# Bufoceratias wedli
Bufoceratias wedli là một loài cá biển sâu thuộc họ Diceratiidae. Chúng sống tại các vùng biển sâu của đại dương, độ sâu từ 300 – 1750 m. Như với tất cả các loài Diceratiidae, chúng có hai cần câu trên lưng của chúng, sự cần câu trước nhỏ hơn.

## Phân loại
Các loài trước đây được phân loại là Phrynichthys wedli sau đó Paroneirodes wedli trước khi được đổi tên là Bufoceratias wedli.